# گفیون

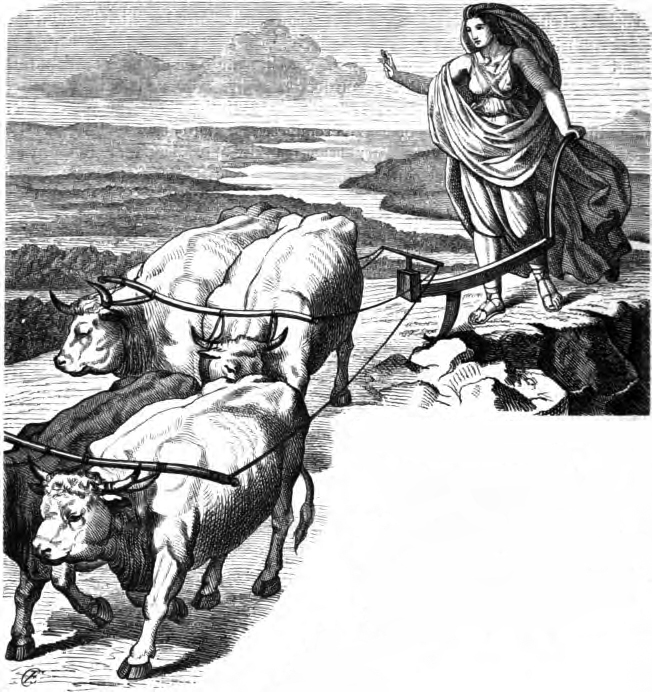
گفیون در حال شخم زدن زمین توسط گاوهایش (۱۸۸۲)

گفیون یکی از قدیمیترین الهه‌های گیاهان و باروری در اساطیر اسکاندیناوی، که خصوصاً با گاوآهن در ارتباط بود.
در یکی از روزها گفیون خود را به شکل پیرزنی درآورد و از گیلفی، پادشاه سوئد زمینی را درخواست کرد. پادشاه به او وعده داد اگر توانست هر مقدار زمین را در عرض یک روز و یک شب شخم بزند، آن زمین مال اوست. گفیون با استفاده از چهار پسرش که به صورت چهار گاو نر در آمده بودند زمین‌ها را شخم زده و او با این کار دریاچه‌های بسیاری را نیز در سرزمین سوئد ایجاد کرد.
گاهی گفیون را یکی از شکل‌های نام فریگ می‌توان فرض کرد.